# Nigel Olsson
Nigel Olsson (Wallasey, 10 februari 1949) is een Britse drummer, die vooral bekend werd als muzikant in de band van Elton John. Als dynamische drummer en achtergrondzanger hielp Olsson het Elton John-geluid te vestigen als lid van de Elton John Band naast bassist Dee Murray. Toen hij niet met John werkte, heeft Olsson de rol van sessiemuzikant op zich genomen. Hij heeft ook albums gecomponeerd, opgenomen en geproduceerd voor zijn eigen solocarrière.

## Carrière
Olsson werd geboren als zoon van John en Elsa Olsson in Wallasey, Cheshire als tweede van vijf jongens. Hij begon zijn muzikale carrière met het spelen van gitaar in kleine bands en nam de drums ter hand bij een optreden waar de drummer op het laatste moment niet kwam opdagen. Zijn eerste optreden op een platenalbum was in de band Plastic Penny, die in 1968 Two Sides of a Penny uitbracht bij Page One Records. Olsson stond in de schijnwerpers op het nummer I Want You op het album met zowel leadzang als een drumsolo. In 1969 speelde hij drums op de flowerpower popsingle Mr. Boyd/Imagine van Argosy, een eenmalige band die ook Reginald Dwight (later bekend als Elton John), Caleb Quaye en Roger Hodgson omvatte. Olsson speelde ook een korte periode bij de Engelse hardrockband Uriah Heep, waar hij drums speelde op twee nummers op hun debuut-lp Very 'eavy... Very 'umble uit 1970. Vervolgens speelde hij drums op één nummer op Elton Johns debuutalbum Empty Sky en verving vervolgens Dave Hynes in The Spencer Davis Group, waarbij hij de krachten bundelde met bassist Dee Murray. Het paar vergezelde John op de weg als zijn touringband in april 1970 en speelde met John tijdens zijn debuuttournee in de Verenigde Staten in de Troubadour Club op 25 augustus 1970.

### Deelname aan de Elton John-band
Met Johnstone, Olsson en Murray aan boord genoot John van een reeks veelgeprezen albums en hitsingles. Deze albums zijn Honky Chateau, Don't Shoot Me I'm Only the Piano Player, Goodbye Yellow Brick Road en Caribou. Kort voor de Caribou-studiosessies sloot de beroemde sessiepercussionist Ray Cooper zich permanent aan, nadat hij eerder sideman was geweest, wat werd aangekondigd als The Elton John Band. Olsson speelde tijdens alle tournees van John en bekent dat hij nog steeds nerveus wordt voordat hij het podium opgaat.
In 1971 produceerde en bracht Olsson zijn debuut soloalbum Nigel Olsson's Drum Orchestra and Chorus uit bij Uni Records, met Murray, Cochise-gitarist Mick Grabham en Hookfoot-gitarist Caleb Quaye, die op Johns vroege albums had gespeeld. In 1971 bracht hij het album Tumbleweed Collection uit. Olsson werkte ook samen met het trio The Big Three uit Liverpool voor hun reüniealbum Resurrection (1973).
In mei 1975 werden Olsson en Murray uit de band van John ontslagen na het uitbrengen van Captain Fantastic and the Brown Dirt Cowboy, die na het uitbrengen op nummer 1 in de hitlijsten kwam. Olssons tweede soloalbum Nigel Olsson verscheen later dat jaar bij Johns eigen platenlabel The Rocket Record Company en bevatte een cover van het door The Bee Gees geschreven Only One Woman, dat was opgenomen met John en zijn band in augustus 1974 tijdens de sessies voor Captain Fantastic and the Brown Dirt Cowboy en werd geproduceerd door Gus Dudgeon. Het album is geproduceerd door Robert Appére.
Olsson bleef werken als studiomuzikant en bracht in 1978 nog een naamloos album uit, geproduceerd door Paul Davis bij Columbia Records onder leiding van Martin Pichinson. Hoewel dat album geen Top 40-erkenning opleverde, bracht hij in 1979 het album Nigel uit en genoot hij enig succes als soloartiest, waarbij hij een paar Top 40-hits scoorde in de Amerikaanse hitlijst met A Little Bit of Soap en Dancin' Shoes, waarvan de laatste zich plaatste in de Top 20 op nummer 18. Dancin' Shoes is geschreven door Carl Storie en voor het eerst opgenomen door zijn Faith Band.
In augustus 1980 bracht hij het album Changing Tides uit bij Bang Records van CBS, maar het album slaagde er niet in om zich in de hitlijst te plaatsen. Datzelfde jaar keerde Olsson terug naar de band van Elton John om een vierjarige ambtstermijn te beginnen, en verscheen op Johns albums 21 at 33 en The Fox. Hij voegde zich weer bij de voormalige bandleden Murray en Johnstone voor de tournee achter Johns album Jump Up! uit 1982 en bleef bij de hervormde band tijdens de volgende twee albums en tournees voor Too Low for Zero (1983) en Breaking Hearts (1984). Na nog een bezettingswisseling, zouden ze zich in 1988 nog maar één keer aansluiten voor achtergrondzang op Reg Strikes Back voorafgaand aan Murray's vroegtijdige dood op 15 januari 1992.
In 1991 herenigde Olsson zich met Johnstone in de band Warpipes en bracht Holes in the Heavens uit. Hoewel het album kritisch succesvol was, mislukte het commercieel toen hun label Artful Balance failliet ging en de band niet in staat was om op tournee te gaan om de plaat te ondersteunen. Olsson zong dat jaar ook op Davey Johnstone s en Guy Babylon s productie van Stormy Blue van Addison Steel
Op 31 maart 2000 zong Olsson de achtergrondzang samen met Billy Trudel en Ken Stacey, toen John in The Today Show verscheen om de soundtrack van de film The Road to El Dorado te promoten. Op 3 april speelde Olsson drie nummers op de drums tijdens de Broadway Cares/Equity Fights AIDS benefietactie, waarbij hij John groette in het New Amsterdam Theatre in New York. Tegen de tijd van Johns One Night Only-concerten in New York op 20 en 21 oktober, wisselde Olsson af met en speelde hij drums naast Curt Bisquera. In januari 2001 nam Olsson het fulltime drumwerk over toen Bisquera vertrok om andere projecten na te streven.
In 2001 bracht Olsson het soloalbum Move The Universe uit bij 81 Records. Davey Johnstone en Guy Babylon produceerden de plaat en speelden op alle nummers, samen met Bob Birch op bas, Elton John alumnus Fred Mandel op piano, John Mahon op percussie en Billy Trudel op achtergrondzang. Kiki Dee deed de leadzang op Naked Without You van Roachford en Olssons broer Kai deed de leadzang op When I'm Dead and Gone van McGuiness Flint. Het nummer Building A Bird was geschreven door Elton John & Bernie Taupin in 1994 tijdens de sessies voor Eltons album Made in England, maar werd nooit opgenomen. Olsson droeg het album op aan wijlen Dee Murray.
In de studio speelde en zong hij achtergrondzang op verschillende nummers op Johns Songs from the West Coast (2001). Daarna speelde hij alle drums op Peachtree Road (2004) en The Captain & the Kid (2006) en ging hij verder in de tourneeband, samen met Johnstone, Bob Birch (bas), Kim Bullard (keyboards) en John Mahon (percussie). Met bassist Matt Bissonette die wijlen Bob Birch in 2012 verving, nam deze band Wonderful Crazy Night op in 2015 voor een publicatie in februari 2016.
Op 13 juni 2009 speelde Nigel Olsson in Bristol het 1500ste concert aan de zijde van Elton John en op 9 november 2014 zijn 2000ste concert met Elton John in het Ice Hall Palace in Sint-Petersburg in Rusland.
Op zijn 68e verjaardag op 10 februari 2017, speelde Olsson zijn 2267e concert met Elton John in het Colosseum in Caesars Palace in Las Vegas. Zijn handelsmerk zijn de handschoenen en de koptelefoon, die hij draagt tijdens concerten.

## Privéleven
Olsson heeft twee kinderen: Justin, die met zijn vrouw Angela in de Verenigde Staten woont, en Annette, die met haar man Barry en kinderen Ashley en Katie in Engeland woont. Hij is getrouwd met Schanda Butler sinds 25 juni 1989 en woont in Los Angeles.
Olsson is al heel lang auto- en racefanaat en is zowel als autocoureur als als pacecar-coureur verbonden aan de Vintage Auto Racing Association en de Historic Motor Sports Association in de Verenigde Staten.
- Bibsys: 4082691
- Bibliothèque nationale de France: cb14212564c (data)
- Gemeinsame Normdatei: 134476972
- International Standard Name Identifier: 0000 0000 8114 8517
- Library of Congress Control Number: n83174972
- MusicBrainz: cc1c5ad9-1ee0-4f83-bd2f-d7f66a4ebdf0
- Nationale Bibliotheek van Tsjechië: xx0121310
- Nationale Bibliotheek van Israël: 987007345132505171
- Virtual International Authority File: 35834159
- WorldCat: E39PBJyGWFVp3tWT4fjBFQxbh3